# Holvika
Holvika (eller Holevik) är en tätort i Kinns kommun i Vestland fylke i västra Norge. Orten ligger på ön Vågsøy, vid fylkesväg 5715, cirka tre kilometer västerut från kommunens centralort Måløy.